# Tiger Mask
Tiger Mask (яп. タイガーマスク Таига Масуку, Маска Тигра) — японская манга, автором которой является Икки Кадзивара, а иллюстратором Наоки Цудзи. Манга начала впервые публиковаться издательством Kodansha в журнале Bokura Magazine с 1968 года, и позже публиковалась в журнале Weekly Shōnen Magazine с 1970 по 1971 год. Позже по мотивам манги студией Toei Animation был выпущен аниме-сериал, который транслировался по телеканалу Yomiuri TV с 2 октября 1969 года по 30 сентября 1971 года. Всего выпущено 105 серий аниме. Позже по мотивам манги был выпущен полнометражный фильм и новый аниме-сериал в 1981 году.

## Сюжет
По сюжету манги «Маска Тигра» (Наото Датэ), был известным и устрашающим хилом в Америке, который на ринге дрался особо жестоко. Однако по возвращении в Японию, он становится новым фейсом, после того, как некий мальчик сказал ему, что когда вырастет, хочет стать злодеем, как Маска Тигра. Сам мальчик вырос в том же приюте, что и Наото когда-то. Чувствуя, своё нежелание, чтобы мальчик благотворил злодея, Наото решает стать героем.
Параллельно существует таинственная организация «Тигриная пещера», которая тренирует из молодых людей новых злых рестлеров, которые также отдают половину своего заработка организации. Сам Наото ранее тоже входил в организацию и был известен там, как «жёлтый дьявол», но решил больше не работать на организацию, предпочитая отдавать свои деньги на благоустройство приюта. Это настолько сильно разозлило лидера организации, что он стал периодически посылать наёмных убийц, и профессиональных рестлеров, чтобы расправиться с Наото.
В аниме-сериале 1982 года, Наото умер, спасая ребёнка. Появляется новый рестлер-злодей «Космическая маска», который ведёт грязные игры. Тацуо Аку, тот самый мальчик из приюта, который повлиял на решение Наото стать героем, надевает его старую маску тигра, став новой «Маской Тигра».

## Роли озвучивали
- Кэй Томияма, Кацудзи Мори (серии 31-39)— Датэ Наото (Маска Тигра)
- Хидэкацу Сибата — Мистер Икс
- Рёити Танака — Кэнтаро Такаока

## Фильмы
| Оригинальное название         | Английское название                                    | Дата выхода    | Тип                    |
| ----------------------------- | ------------------------------------------------------ | -------------- | ---------------------- |
| タイガーマスク                | Tiger Mask                                             | 17 марта, 1970 | полнометражный фильм   |
| タイガーマスク ふく面リーグ戦 | Tiger Mask: War against the League of Masked Wrestlers | 19 июля, 1970  | короткометражный фильм |

## Культурное влияние
- В начале 80-х годов в рамках рекламы рестлинга New Japan Pro Wrestling, была приобретена лицензия на персонажа Маска Тигра, впервые под ней был представлен Сатору Саяма.[2]
- В 2010 и 2011 годах разные люди пожертвовали деньги на благоустройство детских домов и социальных центров в Японии под псевдонимами «Наото Датэ».[3]